# Zadrna
Zadrna (niem. Zieder)– rzeka, prawy dopływ Bobru o długości 19,86 km.

## Bieg i charakter

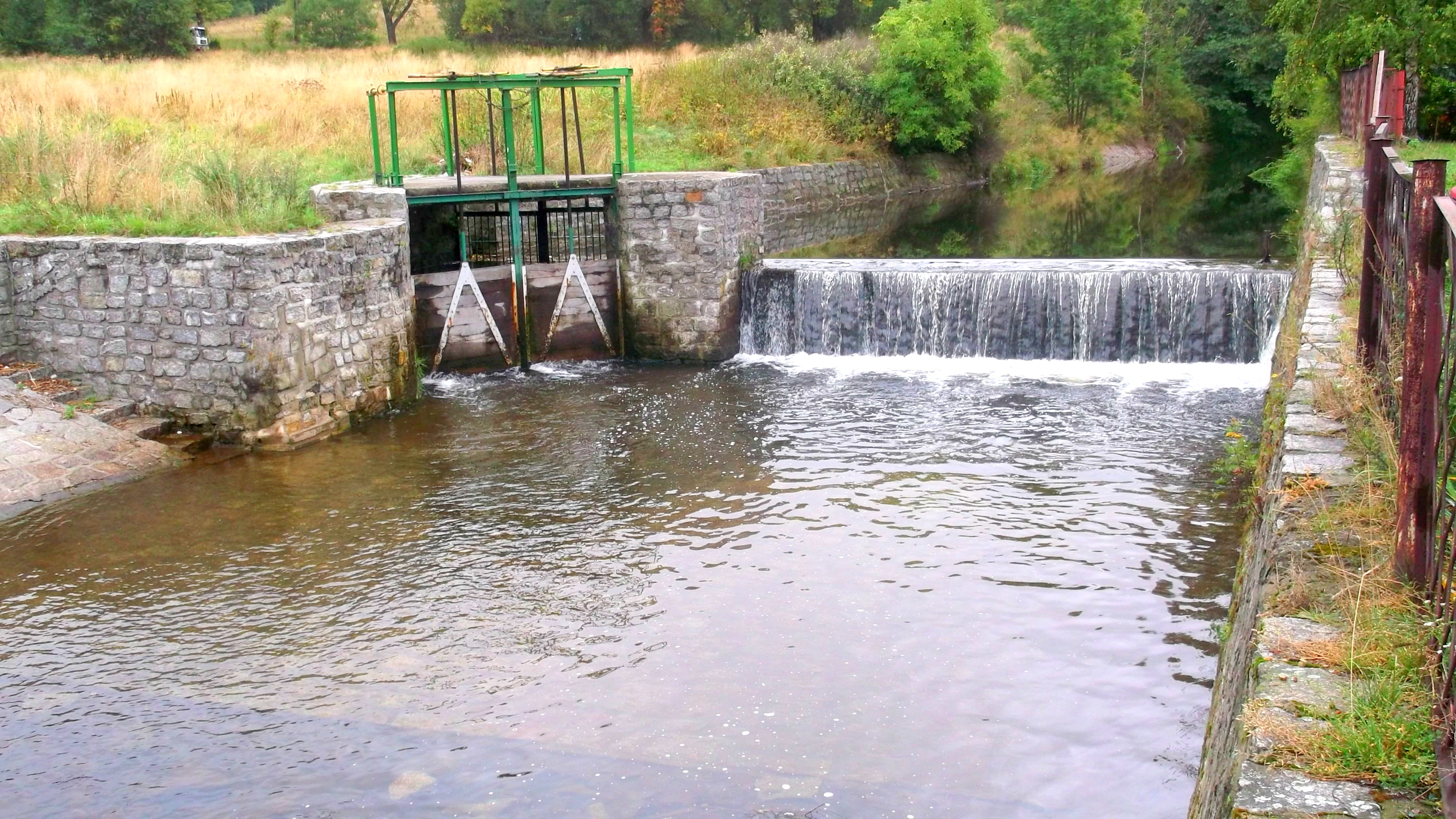
Jaz na Zadrnie w Kamiennej Górze

Rzeka płynie w Sudetach Środkowych, w woj. dolnośląskim. Przepływa przez Błażejów, Chełmsko Śląskie, Olszyny, Jawiszów, Krzeszówek, Krzeszów, Czadrów i Kamienną Górę. Wypływa z "Jodłowego Źródła" na wysokości około 600 m n.p.m., ze wschodniego zbocza Zajęcznika w Górach Kruczych. W górnym biegu do Chełmska Śląskiego płynie w kierunku wschodnim, dalej Kotliną Krzeszowską wzdłuż drogi lokalnej Chełmsko Śląskie – Kamienna Góra, płynie w kierunku północnym do ujścia do Bobru w Kamiennej Górze.

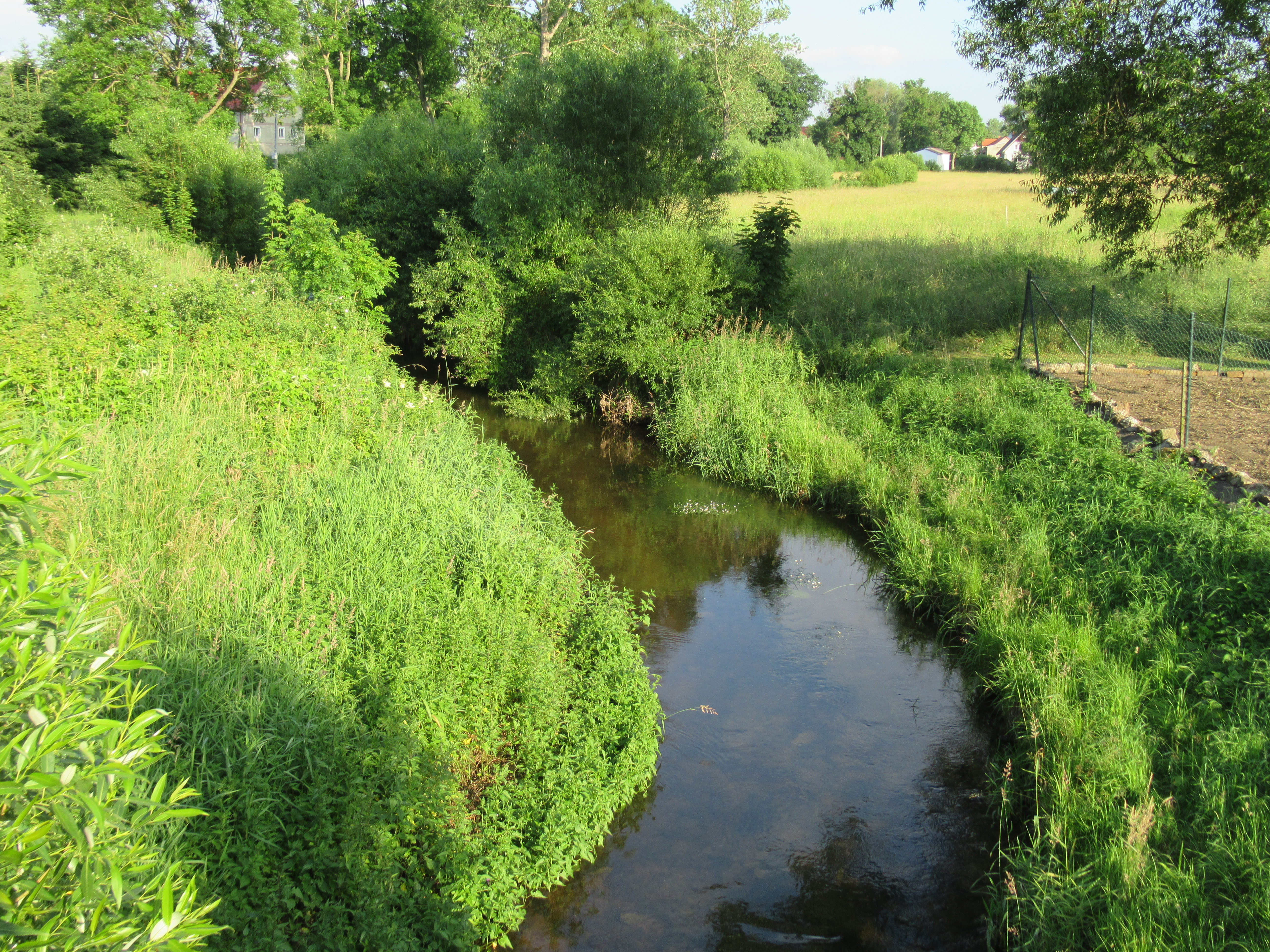
Zadrna w Krzeszowie

Zadrna odwadnia Kotlinę Krzeszowską oraz zbiera wody ze wschodnich zboczy Gór Kruczych i zachodnich zboczy Zaworów. W większości swojego biegu jest nieuregulowana, o wartkim prądzie wody. Jej prawymi dopływami są Meta, Jawiszówka, Łężec i Kochanówka (Meta), a lewymi Olszanica i Cedron.

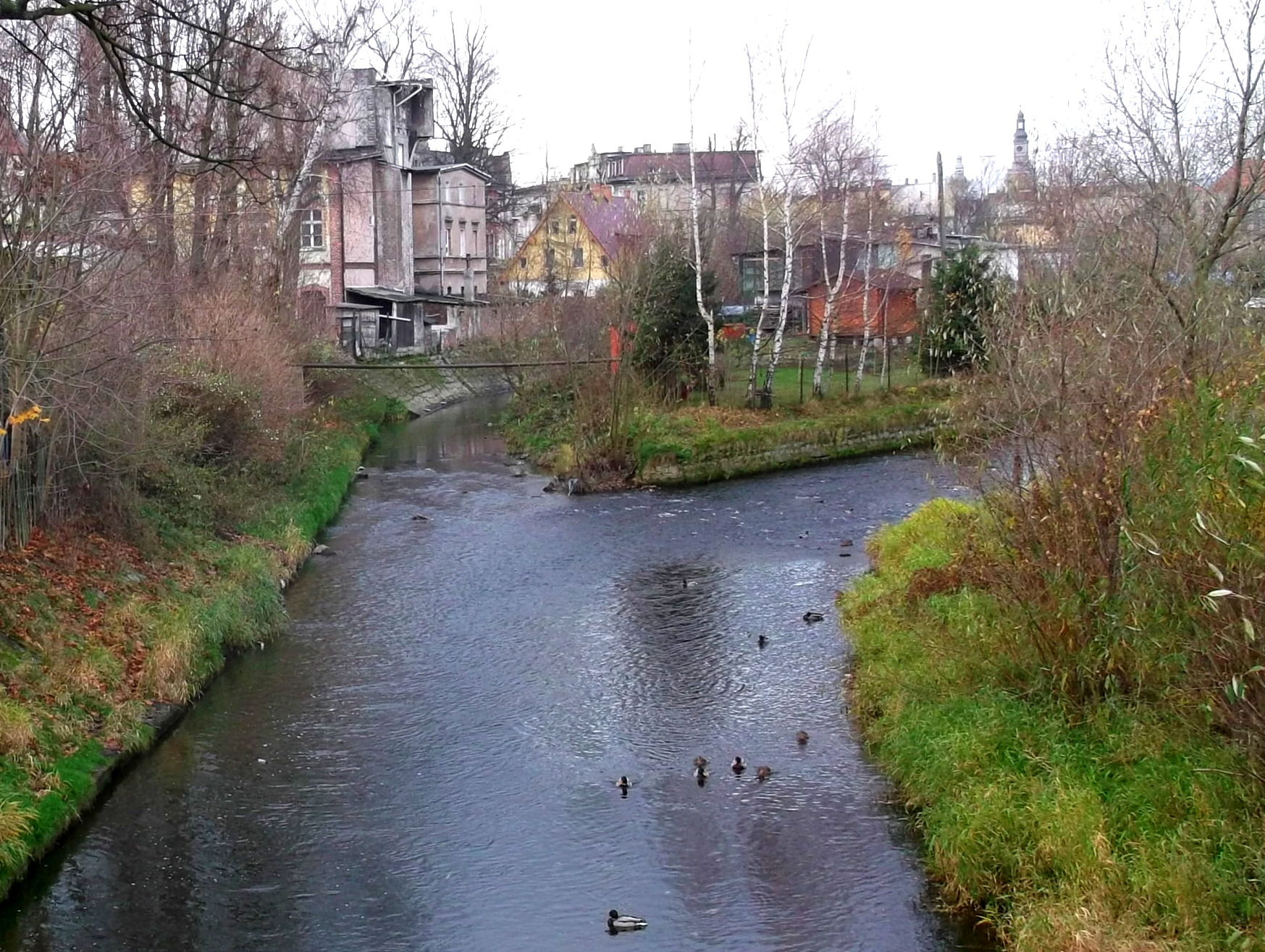
Ujście Zadrny do Bobru

## Zbiorniki retencyjne
W okresach wzmożonych opadów i wiosennych roztopów stwarza zagrożenie powodziowe. Kilkakrotnie występowała z brzegów, podtapiając przyległe miejscowości. Na początku XX wieku wybudowano w zlewni rzeki suche zbiorniki retencyjne: "Krzeszów I"  i "Krzeszów II". W Kamiennej Górze znajduje się zbiornik o przeznaczeniu rekreacyjnym o powierzchni 7,9 ha, gromadzący 20 tys. m³ wody, wybudowany w 1971 roku. Dwie mechaniczno-biologiczne oczyszczalnie ścieków w Chełmsku Śląskim (290 m³/d) i w Krzeszowie (250 m³/d).